# Femme dans ses rêves aussi
Chansons représentant la France au Concours Eurovision de la chanson
Autant d'amoureux que d'étoiles
(1984) Européennes
(1986)
Femme dans ses rêves aussi est une chanson interprétée par le chanteur français Roger Bens pour représenter la France au Concours Eurovision de la chanson 1985 qui se déroulait à Gothembourg, en Suède.

## Thème
La chanson est une ballade à la louange de la féminité, l'interprète chante que le personnage du titre est une femme, à tout moment, « dans ses rêves aussi ».

## Concours Eurovision de la chanson
Elle est intégralement interprétée en français, langue nationale, comme l'impose la règle entre 1976 et 1999. L'orchestre est dirigé par Michel Bernholc.
Il s'agit de la sixième chanson interprétée lors de la soirée, après Paloma San Basilio qui représentait l'Espagne avec La fiesta terminó (en) et avant MFÖ qui représentait la Turquie avec Didai didai dai (en). À l'issue du vote, elle a obtenu 56 points, se classant 10e sur 19 chansons,.

## Liste des titres
| A1. | Femme dans ses rêves aussi | Didier Pascalis | Didier Pascalis | 3:21 |
| B1. | Piano souvenir             | Frank Clementz  | Didier Pascalis | 3:35 |

## Historique de sortie
| Pays   | Date | Format   | Label |
| ------ | ---- | -------- | ----- |
| France | 1985 | 45 tours | EMI   |